# Carl Gustaf Emil Mannerheim
Pour les articles homonymes, voir Mannerheim.
 (décembre 2015).
Si vous disposez d'ouvrages ou d'articles de référence ou si vous connaissez des sites web de qualité traitant du thème abordé ici, merci de compléter l'article en donnant les références utiles à sa vérifiabilité et en les liant à la section « Notes et références ».
Le baron Carl Gustaf Emil Mannerheim (/kɑːrl ˈgʉstɑv ˈeːmil ˈmanːærˌhejm/ ) est un maréchal et homme d'État finlandais, né le 4 juin 1867 à Askainen et mort le 27 janvier 1951 à Lausanne.
Régent en 1918, il était le commandant en chef des forces finlandaises à la fin du premier conflit mondial, poste qu'il occupe à nouveau durant la Seconde Guerre mondiale. Enfin, il fut président de la Finlande entre 1944 et 1946.

## Biographie

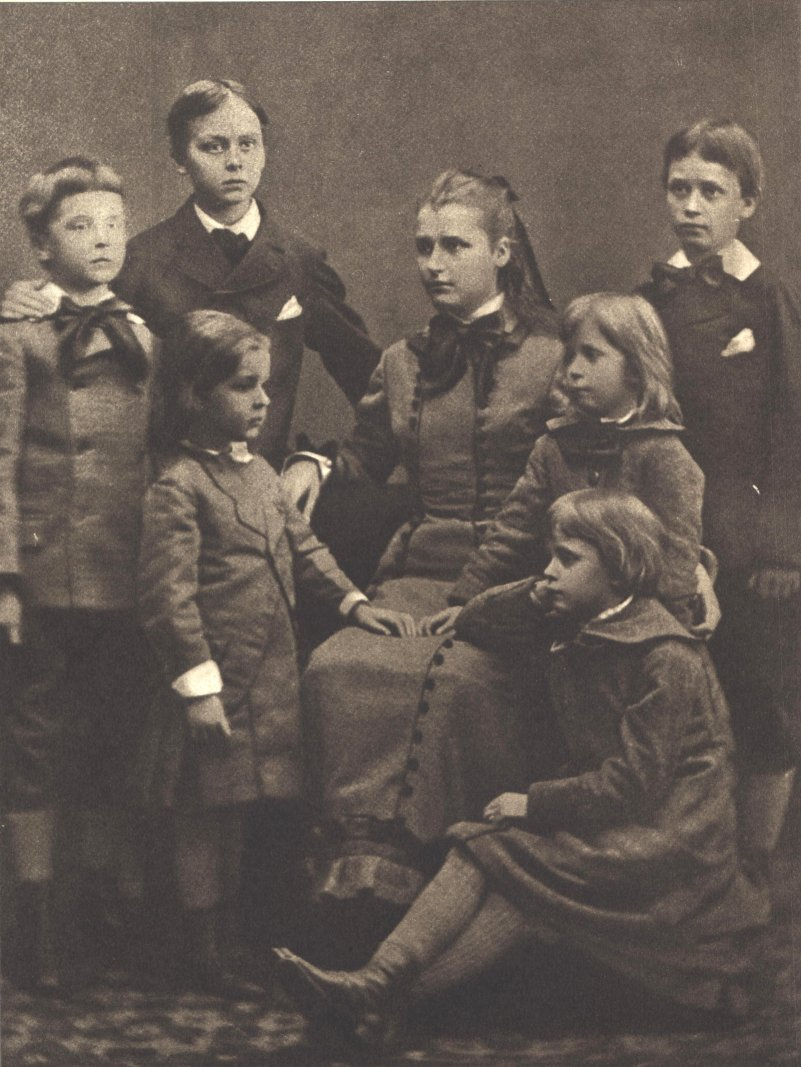
Les sept enfants de la famille Mannerheim ; le futur maréchal est debout à droite.

Mannerheim est né au manoir de Louhisaari, dans la commune d'Askainen du grand-duché de Finlande. Il est issu d'une famille finno-suédoise d'ascendance allemande anoblie en 1768. Troisième enfant d'une famille aristocratique traditionnelle dans laquelle le fils aîné hérite du titre de comte et les fils plus jeunes du titre de baron (Vapaaherra en finnois et Friherre en suédois), il est baptisé Carl Gustaf Emil. Toute sa vie durant, Mannerheim utilisera son deuxième prénom, Gustaf (Kustaa en finnois), signant ses lettres privées Gustaf ou G..
Outre sa langue maternelle, le suédois, il parlait russe, allemand, anglais et polonais et usait toujours du français avec sa femme et ses enfants. Paradoxalement, Mannerheim n'a jamais parlé couramment le finnois.

### Origines
La famille Mannerheim descend d'un homme d'affaires allemand, propriétaire de moulins, Henrik Marhein, qui a émigré à Gävle en Suède dans les années 1640, alors que la Suède et Finlande ne formaient à l'époque qu'un seul et même pays (voir histoire de la Finlande).
On a longtemps pensé que la famille était originaire des Pays-Bas.
Son fils, Augustin Marhein, a été anobli par lettres patentes en 1693 par Charles XI de Suède, et choisit à cette occasion — comme c'était l'usage alors en Suède — un nouveau nom de famille : Mannerheim. 
Le fils d'Augustin, un colonel d'artillerie et propriétaire de moulins, Johan Augustin Mannerheim, fut élevé au rang de baron, en même temps que son frère en 1768.
Carl Erik Mannerheim, l'arrière grand-père de Gustaf Mannerheim, est le premier Mannerheim à s'installer en Finlande  dans la dernière partie du XVIIIe siècle.  
C'est l'un des politiciens les plus éminents du début du grand-duché de Finlande, occupant plusieurs fonctions publiques pendant les premières années de l'autonomie de la Finlande, passée sous domination russe depuis 1809. 
Il a été deux fois membre du gouvernement finlandais, dans les conseils de gouvernement 1809–1816 et au sénat 1820–1825. 
En 1824, il reçoit le titre de comte, dont héritera le fils aîné de la famille.
Le père du futur maréchal Mannerheim, le comte Carl Robert (1835-1914), était poète, mais aussi homme d’affaires. Celles-ci firent malheureusement faillite, ce qui l'incita à divorcer de sa femme, née Hedvig Charlotta von Julin (1842-1881), mère du maréchal, puis à partir se consacrer à l'art en s'installant à Paris avec sa nouvelle épouse.
La mère de Mannerheim, née Hedvig Charlotta von Julin, appartenait à une famille ayant fait fortune avec la révolution industrielle. Malgré cette fortune, le manoir de Louhisaari dut être vendu en 1880 pour payer les dettes du comte Carl Robert après son départ pour Paris. L’année suivante, la mère de Carl Gustav mourut et ses enfants furent élevés par la famille d'Hedvig Charlotta.

### Études
Gustaf Mannerheim est envoyé à l'école des cadets finlandais à Fredrikshamn le 19 juin 1882. 
Il est alors âgé de 14 ans.
Ses matières d'excellence sont le français et le suédois, ainsi que l'histoire, mais il n'est pas aussi fort en russe et en finnois (qu'il parlera toujours avec difficulté).
La situation financière de Mannerheim n'est pas bonne et il doit souvent emprunter de l'argent à son tuteur Albert von Julin. 
Il ne se sent pas non plus à l'aise à l'école des cadets: il ne tolére ni l'atmosphère de l'école ni les règles strictes et il est souvent puni.
Mannerheim espérait passer de l'école des cadets à l'école de cavalerie Nicolas à  Saint-Pétersbourg, l'une des écoles militaires les plus prestigieuses du pays dont l'examen d'entrée était particulièrement difficile. 
De plus, il était exigé que leur père ou grand-père ait au moins le grade de lieutenant général ou un équivalent civil dans la table des rangs, ce qui équivalait à la noblesse. Les positions civiles étaient assimilées aux grades d'officiers selon cette table des rangs imposée par Pierre le Grand. Toutefois le général de division Neovius, le directeur de l'école des cadets, n'a pas recommandé Mannerheim, arguant que les compétences en français et en russe de Mannerheim n'étaient pas assez bonnes. 
En raison de la lettre de Neovius, la demande de Mannerheim a été rejetée et cela l'a profondément blessé et il s'est révolté contre l'école des cadets dont il sera finalement expulsé le 22 juillet 1886.
Il s'inscrit alors à Helsingfors (aujourd'hui Helsinki) dans une école privée pour se préparer à l'examen, pendant un an, et il passe ses examens d'entrée à l'université d'Helsingfors en juin 1887 puis il passe plusieurs mois à Kharkiv pour approfondir son apprentissage du russe auprès de son parent l'ingénieur Bergenheim et d'un professeur privé.
Après les examens, il part pour Saint-Pétersbourg, où il est accepté dans cette prestigieuse École de cavalerie Nicolas qu'il convoitait tant, et a comme professeur le général-baron von Bilderling, avec qui il forme des liens d'amitié. À cette époque, la Finlande est en effet toujours intégrée dans l’Empire russe, en tant que grand-duché par union personnelle. Gustaf Mannerheim en ressort diplômé en 1889, à 22 ans, avec le grade de cornette, et est envoyé au 15e régiment des dragons d'Alexandre en Pologne. Il espère obtenir une affectation dans les Chevaliers-Gardes.

## Le début de sa carrière en Russie

### Mariage
Devenu officier dans l'armée impériale russe, il est affecté en janvier 1891 dans le corps des chevaliers-gardes de Sa Majesté impériale Maria Feodorovna à Saint-Pétersbourg. Pour un officier de la garde, le train de vie dans la capitale impériale est très cher : sa famille et ses amis le poussent à se marier. C'est donc pour des raisons économiques que le baron Mannerheim se marie avec Anastasie Arapova, fille d'un général russe et très riche héritière. 
La cérémonie a lieu le 2 mai 1892 à l'église suédoise de Saint-Pétersbourg. 
Deux filles naîtront de ce mariage : Sophie et Anastasie. Officieusement, cette union est rompue dès 1902, mais le divorce formel ne sera annoncé qu'en 1919.

### Sacre de Nicolas II

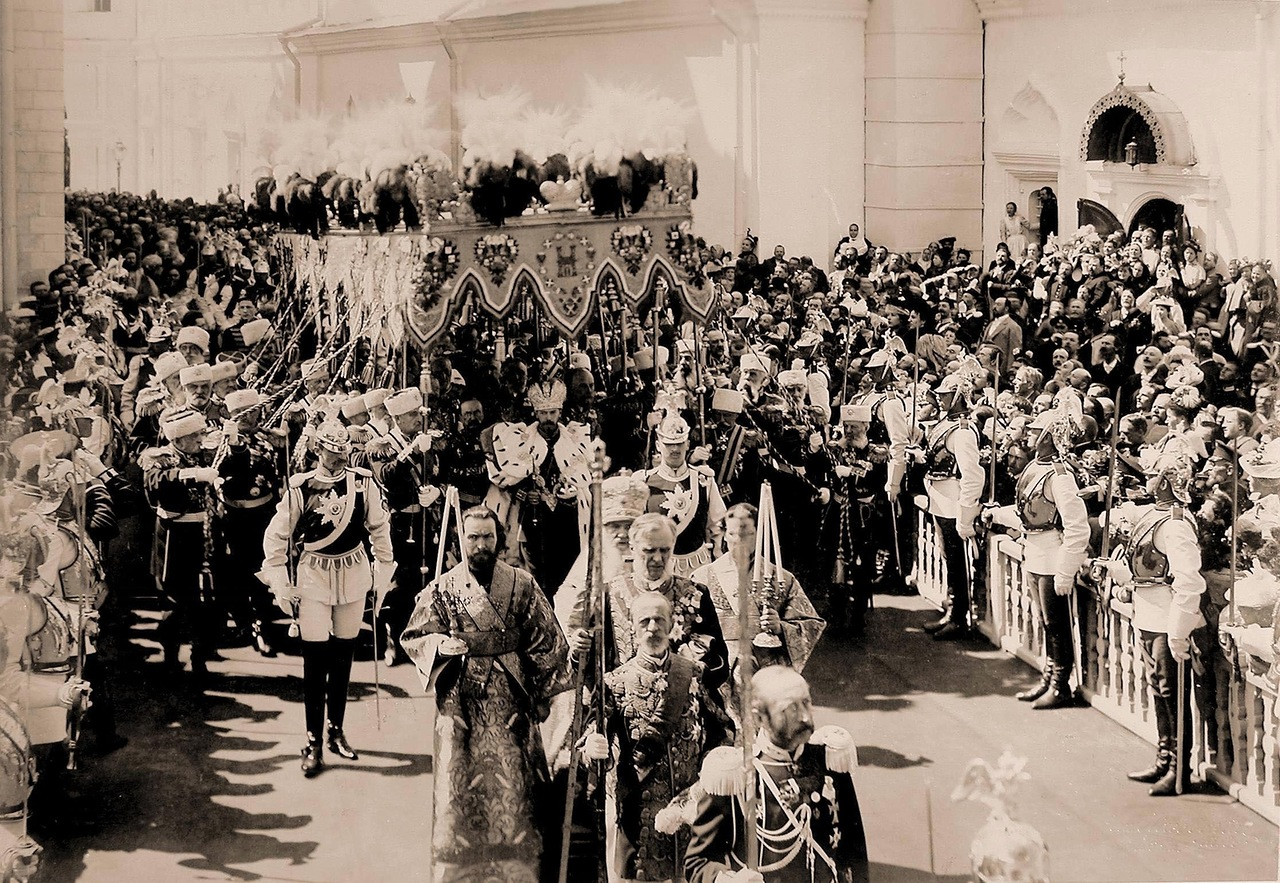
Après son couronnement, Nicolas II de Russie quitte la Cathédrale de la Dormition. Le Lieutenant des Chevalier-Gardes marchant devant à gauche du Tsar (à droite du spectateur) est Mannerheim.

En 1896, il participe au couronnement de l'empereur Nicolas II, debout pendant quatre heures dans son uniforme de grande tenue de la garde impériale au bas des marches menant au trône impérial. Mannerheim a toujours considéré le couronnement comme un point culminant de sa vie, rappelant avec fierté son rôle dans ce qu'il a appelé un couronnement "indescriptiblement magnifique".

### Guerre russo-japonaise
Le baron Mannerheim sert dans les chevaliers-gardes jusqu'en 1904, détaché à l'administration impériale des Écuries de la Cour de 1897 à 1903. Mannerheim s'est en effet spécialisé en tant qu'expert des chevaux, et sa mission est d'acheter des chevaux pour l'armée. Puis il prend le commandement d'un escadron et devient membre du conseil équestre de formation des régiments de cavalerie.
En octobre 1904, Mannerheim est muté, à sa propre demande, au 52e régiment de dragons de Nejine en Mandchourie, avec le grade de lieutenant-colonel. Il prend part aux combats de la guerre russo-japonaise et obtient le grade de colonel à la suite de la bataille de Moukden, durant laquelle il fait preuve d'un grand courage. Cette expérience de la guerre lui sera profitable : il prend en effet conscience des faiblesses de l’armée russe et apprend beaucoup sur le plan tactique.
À la fin de la guerre, le baron Mannerheim retourne en Suède et en Finlande (1905-1906), où la Révolution en Russie a eu une influence très forte. Mannerheim, présent en tant que représentant de la noblesse lors de la dernière session de la Diète de Finlande, participe aux réformes votées par celle-ci et  accepte le principe d'un nouveau parlement monocaméral, ainsi que le suffrage universel et l'éligibilité pour tous les hommes et femmes de plus de 21 ans.

### Expédition en Asie
L'oncle de Mannerheim, le baron (Nils) Adolf Erik Nordenskiöld (né le 18 novembre 1832 à Helsingfors et mort le 12 août 1901 à Dalby) était un grand explorateur qui a contribué à la connaissance de la Sibérie. Gustav Mannerheim s'en est sans doute inspiré lorsqu'il a planifié son expédition en Asie centrale.
L’Asie centrale était alors l’objet de l’intérêt de trois puissances, la Chine, le Royaume-Uni et la Russie. L’état-major russe, évincé d'Extrême-Orient après sa défaite dans la guerre russo-japonaise, avait décidé de réorienter ses visées stratégiques dans cette direction et souhaitait obtenir des renseignements précis sur cette région.
Officiellement, ce voyage était présenté comme une exploration privée menée par un Finlandais (et non un Russe) dans un but essentiellement anthropologique et ethnographique. Naturellement, pour l’état-major russe, le voyage était surtout destiné à couvrir des missions de renseignement servant l’expansion russe en Asie centrale. Il fut conseillé par son ancien directeur de l'École de cavalerie Nicolas,  le général Alexandre von Bilderling (qui avait commandé la 3e armée de Mandchourie, pendant la bataille de Moukden).
Néanmoins, les Finlandais s'attachèrent à la dimension scientifique du voyage et Mannerheim saura les en récompenser puisque le musée national de Finlande dispose de larges collections ethnographiques et anthropologiques provenant de cette expédition. Un modus vivendi est finalement trouvé, les frais étant partagés entre l'état-major russe et le gouvernement finlandais.

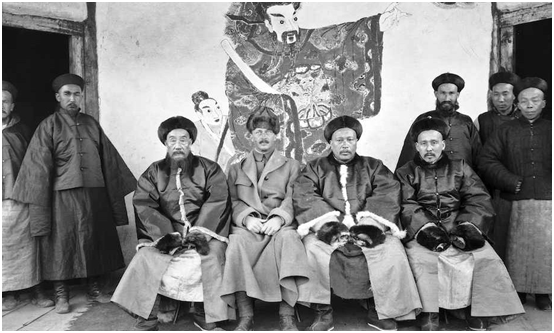
Mannerheim en Mandchourie dans les années 1900.

Les voyageurs partent en juillet 1906 de Tachkent en  Ouzbékistan, et rejoignent la mission Paul Pelliot, en attente à Boukhara. Ils rencontrent à Yarkand le célèbre linguiste suédois Gösta Raquette qui entretiendra une longue amitié avec le futur maréchal. L’expédition continue jusqu’à l’automne 1908 et les mènera jusqu’à Pékin. Après ce voyage, en 1909, Mannerheim est nommé commandant du 13e régiment de uhlans de Vladimir.
L'année suivante (1910), Mannerheim est fait général de brigade et il est nommé commandant du régiment des Uhlans de la Garde impériale, basé à Varsovie. En 1912, il est général à la Cour impériale, puis nommé commandant de la brigade de cavalerie impériale en 1913.

### Première Guerre mondiale
Durant la Première Guerre mondiale, Mannerheim sert en tant que commandant de cavalerie sur les fronts austro-hongrois et roumain. Le courage qu'il montre au combat contre les forces austro-hongroises lui vaut en décembre 1914 une des décorations les plus prestigieuses de la Russie impériale, la croix de Saint-Georges de 4e classe. En 1915, Mannerheim prend le commandement de la 12e division de cavalerie, devient Lieutenant-Général en 1917, puis après la révolution de Février, commande le du 6e corps de cavalerie à partir de l'été.
Cependant Mannerheim n'est pas en faveur auprès du nouveau gouvernement provisoire qui le tient pour un officier peu favorable à la révolution. En septembre, alors qu'il est en convalescence après une chute de cheval, il est démis de ses fonctions. Placé dans la réserve, il part se soigner à Odessa. Dès lors, il commence déjà à penser à la retraite et envisage de rentrer en Finlande.

## Le retour en Finlande

### Guerre civile
La révolution débute en Finlande à l'automne 1917, mais la position des différents partis politiques au sujet de l'avenir du pays — et de son indépendance — est très fluctuante. Les gardes rouges (sociaux-démocrates) et blancs (conservateurs) cherchent à fédérer le maximum de personnes.

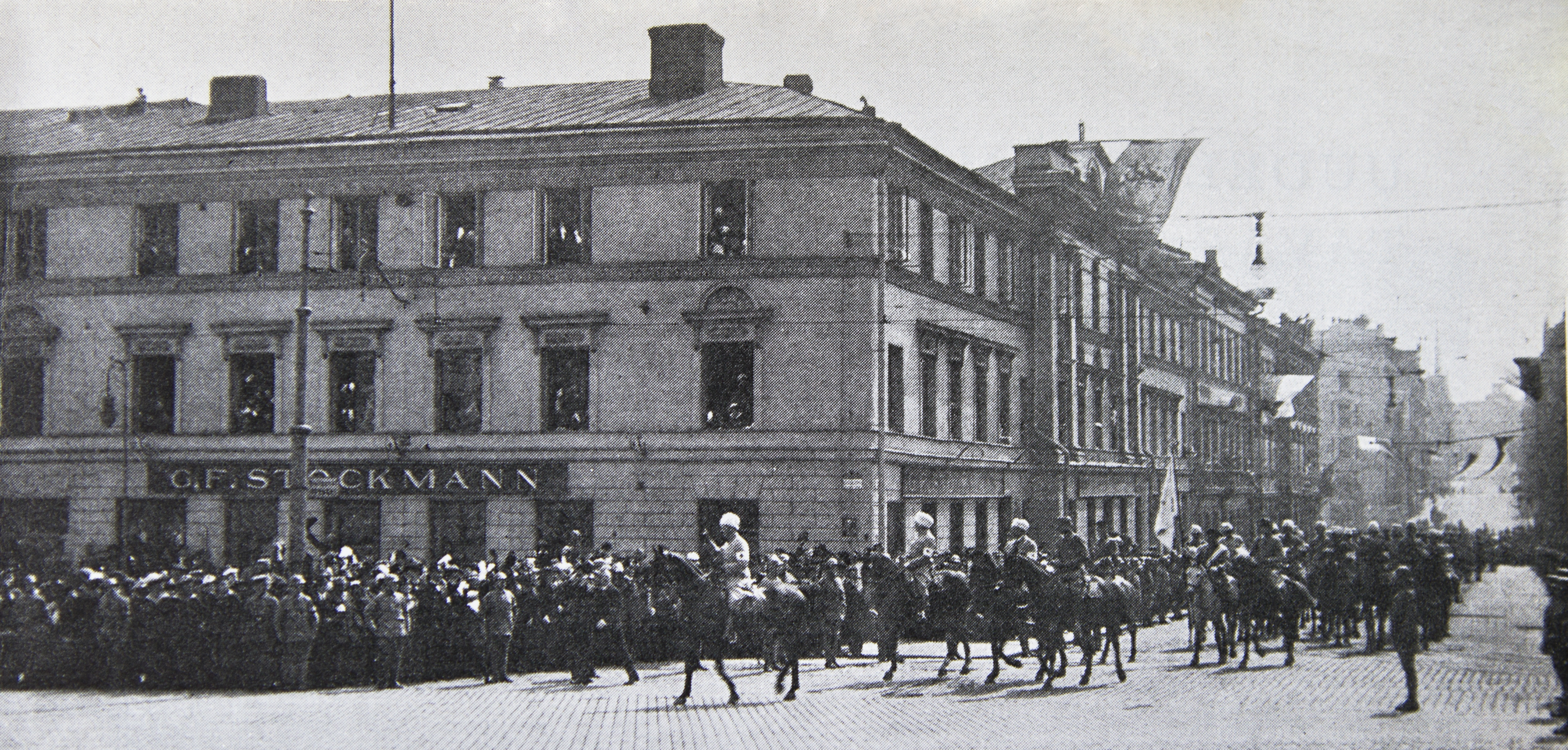
Mannerheim défilant
Photo Gunnar Lönnqvist (1918).

Néanmoins, le Sénat (pro-gouvernemental) propose le 4 décembre au parlement (Eduskunta) une charte d’indépendance, qui est acceptée grâce à une majorité de voix en provenance des partis de droite et des sociaux-démocrates. Le Sénat (gouvernement) de Pehr Evind Svinhufvud nomme alors le général Mannerheim, qui vient de revenir en Finlande, commandant en chef d’une armée presque inexistante.
Dans cette période de grande instabilité, la mission principale assignée au général Mannerheim est la défense du gouvernement. Mais il doit aussi désarmer les soldats de l’Armée russe toujours stationnés en Finlande.
Cependant, le gouvernement de Pehr Evind Svinhufvud étant germanophile, Mannerheim conserve certains doutes quant à sa politique. Il accepte cependant l'offre qui lui est faite et forme son état-major à Seinäjoki, où il commence ses offensives pour désarmer les garnisons russes restées en Finlande (environ 40 000 à 50 000 hommes).
La défaite de l'Empire tsariste au cours de la Première Guerre mondiale avait provoqué un effondrement total du pays. À cette crise en Russie correspondit un effondrement similaire de la société finlandaise pendant l'année 1917. Les sociaux-démocrates à gauche et les conservateurs à droite se livraient bataille pour la direction du Sénat et du parlement, qui passa de gauche à droite en 1917.
Alors qu'à partir de mars 1917 n'existait plus en Finlande aucune force de police ou militaire acceptée pour maintenir l'ordre, la gauche comme la droite commencèrent à mettre sur pied leurs propres forces de sécurité, menant à l'émergence de deux corps militaires distincts et indépendants, les gardes blanche et rouge. Une atmosphère de violence politique et de peur crut rapidement parmi les Finlandais. Des combats éclatèrent au cours de janvier 1918 en raison d'actions menées tant par les rouges que les blancs dans une escalade tant militaire que politique.

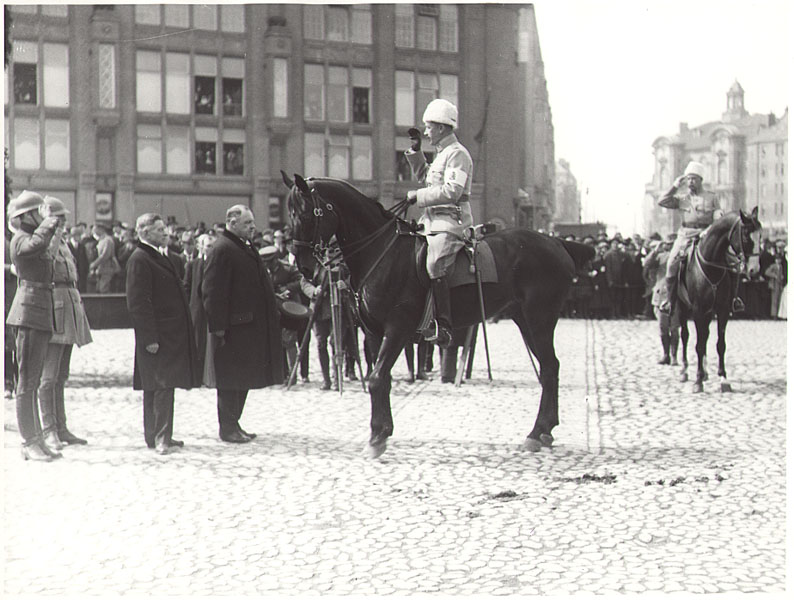
Accueil de troupes
Photo Gunnar Lönnqvist (1918).

Pendant ce conflit, il bénéficie de l'enrôlement des soldats finlandais prisonniers en Allemagne (en finnois jääkärit), tandis que l'armée allemande débarque en Finlande pour aider les Blancs, ce que Mannerheim a toutefois de grandes difficultés à accepter. Néanmoins, farouchement anti-communiste, il conserve le commandement des troupes gouvernementales, qu'il mène à la victoire. Héros pour les Blancs, son image est celle d'un boucher sanglant pour les Rouges, malgré son opposition à la terreur blanche et son absence lors de la période des règlements de compte qui suivit la victoire des Blancs.

### La régence
En total désaccord avec l'influence croissante des Allemands dans les affaires finlandaises, Mannerheim quitte le pays temporairement en juin 1918. 
Mannerheim est hors du pays pendant la période finale de la guerre civile, celle des règlements de compte, de la famine et de l'emprisonnement dans des camps — où régnait un fort taux de mortalité — des combattants et sympathisants rouges. Pendant la guerre il avait déjà essayé d'arrêter « la terreur blanche » et s'était opposé à l'emprisonnement massifs des Rouges.
À l'automne 1918, Mannerheim tient des conférences à Londres et à Paris. En septembre, il est à Paris lorsqu'il est invité à retourner en Finlande pour en devenir régent du royaume. Il accepte et devient donc régent le 12 décembre 1918.
Dans le pays, des monarchistes veulent faire de lui le roi de Finlande. En effet, le roi récemment élu, Friedrich Karl Ludwig Konstantin von Hessen-Kassel, prince d'origine allemande, renonce au trône sous la pression des Alliés.
Durant cette période, Mannerheim multiplie les initiatives pour faire reconnaître la Finlande par les grandes puissances (France, Royaume-Uni et États-Unis). Il demande également, et reçoit, une aide alimentaire pour éviter la famine. Sollicité par les généraux blancs pour intervenir dans la guerre civile russe, il parvient à maintenir la neutralité finlandaise dans ce conflit. En effet, les principaux chefs blancs refusent de reconnaître l'indépendance finlandaise reconnue par Lénine et le gouvernement bolchevik.
En 1919, Mannerheim perd l'élection présidentielle face à Kaarlo Juho Ståhlberg et se retire temporairement de la vie publique.

## L'entre-deux-guerres
Entre les deux guerres les activités de Mannerheim sont principalement humanitaires. Il soutient la Croix-Rouge finlandaise et crée la Fondation Mannerheim pour les enfants.
En 1929 il refuse la proposition des éléments les plus radicaux de la droite finlandaise de devenir une sorte de dictateur militaire de fait, bien qu'il ait exprimé une certaine sympathie à l’égard du mouvement semi-fasciste de droite Lapua.
Élu en 1931, le président Pehr Evind Svinhufvud, le nomme président du Conseil de la défense nationale de la Finlande.
En 1933, il reçoit le titre de maréchal (sotamarsalkka, fältmarsalk). À la tête du Conseil de défense nationale, Mannerheim soutient l'industrie militaire de la Finlande et cherche à établir une union militaire de défense avec la Suède, sans succès. Son programme de réarmement de l'armée finlandaise ne se déroulant pas au rythme qu'il aurait souhaité, il entre fréquemment en conflit avec les divers cabinets ministériels, mettant souvent sa démission dans la balance pour obtenir de nouveaux crédits.
Ces blocages le rendent peu optimiste quant aux chances de la Finlande de résister à une invasion dans l'optique d'une guerre prochaine : il entreprend alors d'obtenir du président Kyösti Kallio (successeur de Svinhufvud) la promesse écrite qu'il deviendra commandant en chef en cas de conflit, ce qui lui est accordé in extremis, en 1939.

## Seconde Guerre mondiale

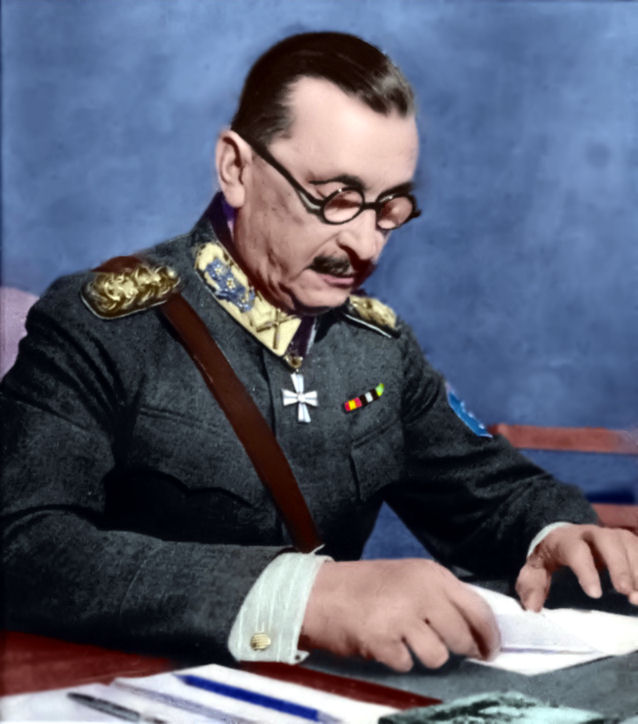
Le maréchal Mannerheim dans son quartier général.

### La guerre d'Hiver (1939-1940)
L'Union soviétique revendiquant des portions importantes du territoire finlandais (Carélie, Laponie) et une base navale dans un port libre de glaces, le gouvernement finlandais refuse ces exigences.
Conscient de l'imminence de la guerre et déplorant le manque d'équipement et de préparation de l'Armée, Mannerheim donne une nouvelle fois sa démission le 17 octobre 1939, en déclarant n'accepter de ne revenir aux affaires qu’en tant que commandant en chef de l'armée finlandaise, ce qui lui est officieusement accordé.
Il installe alors son quartier général dans la ville de Mikkeli. Officiellement, il ne deviendra le chef suprême des armées qu'après l'attaque soviétique, le 30 novembre 1939.
Son aide de camp est le lieutenant général Aksel Airo (ancien élève de l’École spéciale militaire de Saint-Cyr 1920 – 1921, puis de l'École supérieure de guerre 1921 – 1923).  Mannerheim passe la majeure partie de la guerre d'hiver et la guerre de continuation dans son quartier général de Mikkeli mais fait de nombreuses visites sur le front.
L'héroïque résistance finlandaise sur les fortifications de la Ligne Mannerheim et dans les zones forestières du nord, par le biais de la tactique des "motti", coûte très cher à l'Armée rouge dans les premières semaines de la guerre.  Mais après l'écrasement de la Pologne, l'Union soviétique peut rapatrier sur le front finlandais de nombreuses troupes qui renforcent sa supériorité numérique. Devant cette situation, le gouvernement finlandais demande alors l'armistice.
Après l'accord de paix de Moscou, signé le 12 mars 1940, Mannerheim conserve son poste de commandant en chef qu'il aurait dû pourtant quitter aux termes de cet accord.

### La guerre de Continuation (1941-1944)
Durant la guerre de Continuation, la Finlande se trouve engagée aux côtés de l'Allemagne dans un combat commun contre l'URSS, sans pour autant conclure d'alliance.
Mannerheim a maintenu des relations aussi formelles que possible avec le gouvernement de l'Allemagne nazie et, avec succès, il s'est opposé aux propositions d'alliance récurrentes. Il a également fermement refusé d'engager les troupes finlandaises au siège de Leningrad.
Après que les troupes soviétiques eurent brisé le siège de Léningrad, le front nord va peu à peu devenir un théâtre d'opérations secondaires et la situation demeurera stable jusqu'en 1944, date à laquelle la poussée soviétique en Carélie et en Laponie deviendra difficile à contenir.

#### Hitler en visite en Finlande

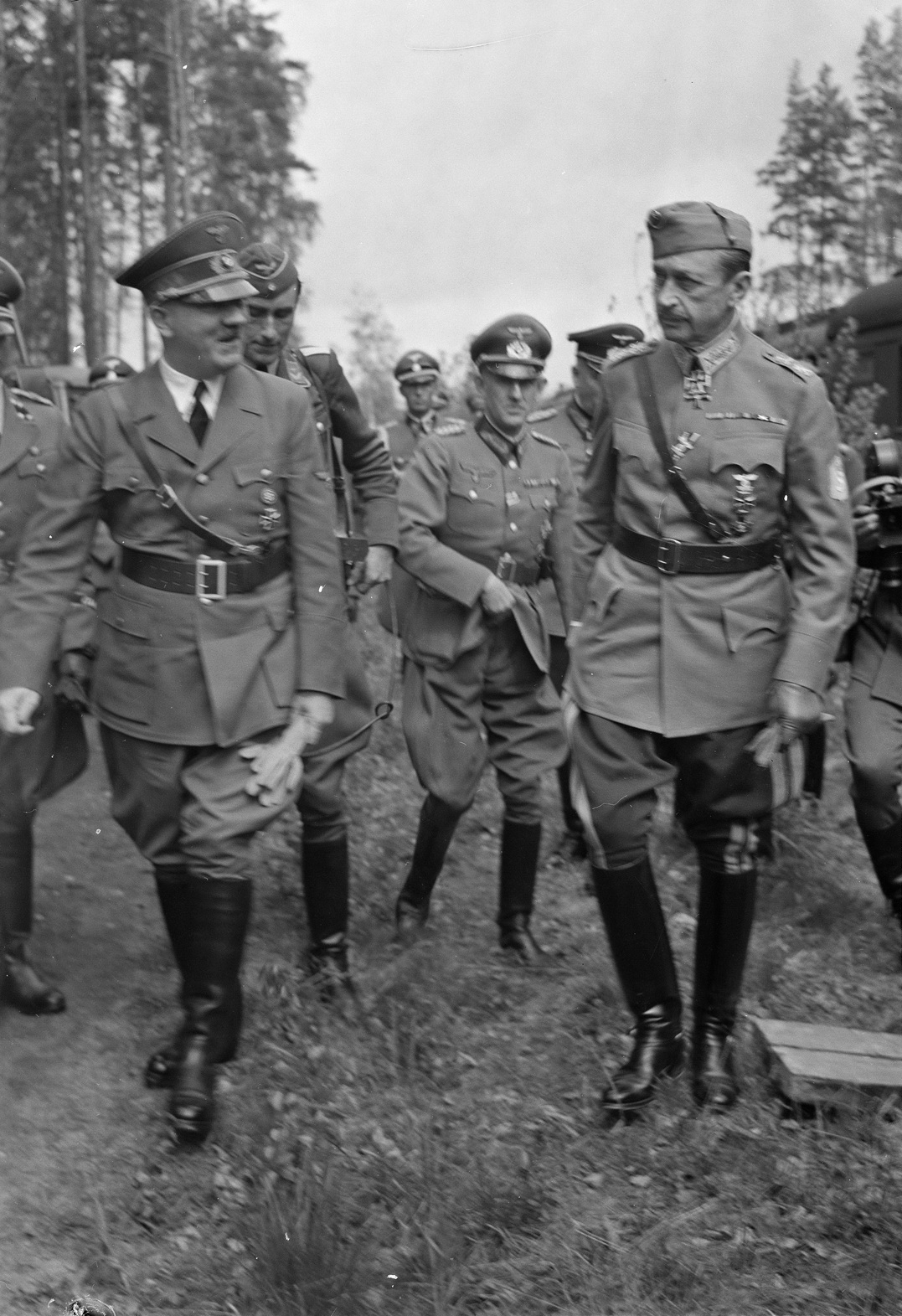
Pour le de Mannerheim, Hitler lui rend visite. Le rendez-vous se situe dans un train garé près d’un terrain d’aviation dans le Sud de la Finlande.

Le 75e anniversaire de Mannerheim (4 juin 1942) est un événement important. Le gouvernement lui accorde le titre unique de maréchal de Finlande (Suomen Marsalkka), jamais décerné auparavant (et qui ne l’a pas été non plus depuis). Cependant, Hitler, en visite en Finlande, souhaite venir féliciter en personne le maréchal Mannerheim à l'occasion de cet anniversaire.
Mannerheim ne veut pas rencontrer Hitler, ni dans son quartier général à Mikkeli, ni dans la capitale de la Finlande à Helsinki, car il ne souhaite pas faire de cette visite une visite d’État. Il organise donc la réunion dans une voiture de chemin de fer garée près du terrain d'aviation d’Immola, au sud-est de la Finlande, cette visite ayant été arrangée en secret.
Hitler, beaucoup plus petit que Mannerheim, qui mesurait 1 m 87, porte des talonnettes et demande à ses photographes de trouver un angle favorable pour la photo officielle. Après un discours de félicitations de Hitler et un repas tendu, celui-ci revient en Allemagne, ayant passé seulement cinq heures en Finlande.

#### Militaire ou politique?
Il convient de diviser le rôle de Mannerheim pendant la guerre en deux domaines bien distincts : le commandant militaire et l'homme politique.
En tant que commandant militaire, Mannerheim a parfaitement rempli sa mission.  Sous sa conduite, les forces finlandaises de la défense ont conduit une guerre réussie qui, à deux reprises, a sauvé la Finlande de l’occupation soviétique.  Usant d'une stratégie alliant dispositifs défensifs fortifiés et techniques de guérilla, Mannerheim fait très attention à ne pas gaspiller les vies de ses soldats, en évitant de leur faire prendre des risques inutiles, d'autant que sa réserve de troupes est assez réduite.
Son défaut majeur est sa réticence à déléguer.  Alors qu'il dispose d'un certain nombre d'officiers très capables, comme le général Aksel Airo, Mannerheim insiste pour que tous les chefs de quartiers généraux finlandais le tiennent directement au courant de la situation, court-circuitant le général commandant l'Infanterie Erik Heinrichs.   De la sorte, Mannerheim se surcharge de travail et la coordination entre les différents départements dans les quartiers généraux ne fonctionne pas très bien.  Les historiens militaires estiment que ce comportement et cette chaîne de commandement ne sont pas étrangers à l'effet de surprise dont les Soviétiques ont bénéficié en juin 1944 lors de leur offensive en Carélie.
Si sa conduite militaire de la guerre ne souffre que de peu de critiques, la participation de Mannerheim à la vie politique est plus contestée. Malgré son prestige de soldat, Mannerheim n'était pas censé s'impliquer plus que de raison dans la vie politique. Or, il manœuvrera souvent dans l'ombre, notamment dans le cadre des relations avec l'URSS.
Les relations avec l'Union soviétique ont dès l'origine été au cœur du conflit : la Finlande ne se faisant guère d'illusions sur l'issue d'une trop longue guerre face à l'URSS, l'une des questions essentielles durant toute la durée de la guerre a été de savoir à quelle occasion faire la paix avec l'Union soviétique. Le faire trop tôt aurait signifié que l'Allemagne nazie serait en mesure d'exercer des représailles, comme cela avait déjà été le cas en Roumanie et en Hongrie. Prolonger trop longtemps le conflit entraînerait en revanche immanquablement une occupation soviétique de la Finlande, solution que Mannerheim et le gouvernement s'attachaient par-dessus tout à éviter depuis 1917 et l'indépendance du pays.
S'il a rapidement perçu (en 1942) que l'Allemagne ne vaincrait pas l'URSS, Mannerheim n'a pas souhaité s'impliquer immédiatement dans la vie politique, préférant se consacrer à la conduite de la guerre et voulant également apparaître comme une personne pouvant potentiellement prendre la conduite de la Nation et la mener à la paix.
Il a su traiter avec les Allemands pour conserver leur appui industriel et militaire, sans pour autant impliquer la Finlande dans des traités d'alliance contraignants. Notamment, Mannerheim a voulu à tout prix éviter une situation où il devrait prendre des directives ou des ordres de Berlin : en conséquence, il a refusé l'offre faite par les Allemands de prendre sous son commandement (mais sous contrôle de l'OKW) les troupes allemandes stationnées en Finlande.
Cependant, afin de résister aux importantes attaques soviétiques de l'année 1944 Mannerheim a souhaité obtenir un appui allemand plus important.  Les Allemands exigeant un accord plus contraignant pour le gouvernement finlandais, il a poussé le président finlandais Risto Ryti à signer ce pacte, connu sous le nom d'accord de Ryti-Ribbentrop (et qui vaudra à Ryti d'être condamné après guerre).
Devenu président de la République en août 1944 à la suite de Ryti — et alors qu'il devenait urgent de se dégager de l'étreinte allemande — Mannerheim n'hésitera pas à dénoncer cet accord, qui ne lui était plus utile, l'offensive d'été soviétique ayant été stoppée, ce qui permettait d'envisager des préliminaires de paix.  Cette décision conduira à la « Guerre du Nord » ou guerre de Laponie (1944-1945) entre Soviétiques, Finlandais et Allemands, des unités allemandes restant isolées dans le nord du pays.

## La paix et la présidence
Au moment où l'offensive d’été de l'URSS fut arrêtée grâce à l'accord du président Risto Ryti avec les Allemands en juin 1944 (voir la bataille de Tali-Ihantala), les chefs de la Finlande virent une chance d'obtenir la paix avec l'Union soviétique.
Les Soviétiques ne souhaitant pas négocier avec lui, Risto Ryti fut contraint à la démission. Soutenu par l'ensemble des acteurs politiques, auréolé d'un grand prestige international et peu impliqué (officiellement) dans la politique de rapprochement avec l'Axe, Mannerheim constituait une solution idéale pour mener les négociations de paix. En conséquence, il fut élu président le 4 août 1944. Le corps électoral étant difficile à convoquer — soldats mobilisés ou prisonniers, territoires occupés, personnes déplacées —, l'élection présidentielle ne put avoir lieu. C'est le Parlement qui élut Mannerheim au poste de président de la République.
Un mois après sa prise de fonctions, le 19 septembre, la Finlande signa l'armistice au prix de conditions jugées assez dures à l'époque — cession de territoires en Carélie et Laponie, concession d'une base navale sur le golfe de Botnie, légalisation du Parti communiste, réparations de guerre —, mais qui apparurent rapidement comme exceptionnelles au regard du traitement réservé aux autres satellites de l'Allemagne, voire à des pays Alliés comme la Pologne.
Sous l'égide de Mannerheim, la Finlande réussit ainsi à préserver l'essentiel en maintenant sa souveraineté, sa démocratie parlementaire et son économie de marché, au prix de pertes territoriales limitées. En revanche, les réparations de guerre à acquitter étaient lourdes.
Les accords de paix ne réglaient pas la question des troupes allemandes isolées dans le nord du pays, qui continuaient à lutter contre les Soviétiques en ravageant la Laponie. Avant de connaître la paix, la Finlande dut ainsi combattre les unités de son ancien allié, pour les expulser vers la Norvège, tout en commençant à démobiliser son armée.
À la fin de 1944, un service religieux fut célébré à la synagogue d'Helsinki. Mannerheim y fut officiellement remercié pour avoir évité, grâce à son autorité, aux juifs finlandais tout acte de discrimination et persécution malgré la pression nazie.
Sa mission accomplie, Mannerheim démissionna pour des raisons de santé le 4 mars 1946. L'hommage qui lui fut rendu à cette occasion fut unanime, y compris de la part des communistes finlandais, ses ennemis en 1918, qui reconnurent ses efforts pour la paix. Son Premier ministre Juho Kusti Paasikivi, un conservateur cependant assez russophile, lui succéda.
En prévision de sa retraite, Mannerheim avait acheté le manoir de Kirkniemi dans la commune de Lohja. Cependant, en 1947, il se fit opérer d'un ulcère et ses médecins lui recommandèrent d'aller en convalescence au sanatorium de Valmont à Montreux (Suisse), séjour qu'il prolongea pour écrire ses mémoires avec ses deux fidèles, le colonel Aladar Paasonen et le général Axel Erik Heinrichs.
Il meurt le 27 janvier (28 janvier en Finlande) 1951 à Lausanne et est enterré le 4 février suivant dans le cimetière militaire de Hietaniemi à Helsinki, à l'issue de funérailles nationales durant lesquelles lui sont rendus les honneurs militaires. Sur son tombeau figure la devise des Mannerheim : Pro causa candida Ense candido (« Pour une cause pure avec une épée pure »).
À ce jour, il demeure considéré comme le plus grand homme d’État finlandais.
Depuis 1942, la date anniversaire de Mannerheim, le 4 juin, est célébrée en Finlande comme « jour du drapeau » par les forces de défense finlandaises.

## Distinctions
- Grand-croix de la Légion d'honneur

## Particularités
- Mannerheim est la seule personne qui a reçu des décorations militaires en provenance des deux camps, aussi bien lors de la Première Guerre mondiale qu'au cours de la Seconde ; il a été également décoré par la Suède, un pays neutre. Il fut aussi grand-croix de la Légion d'honneur française.
- De tous les commandants militaires de la Seconde Guerre mondiale, Mannerheim est celui qui a tenu le rang le plus élevé pendant la Première Guerre mondiale, après avoir été en 1918, général de la garde du Tsar au début de la guerre et général de la cavalerie finlandaise (ratsuväenkenraali) à la fin de celle-ci.
- Pendant son service au régiment des chevaliers-gardes, chacun des dragons avait droit à un verre de vodka chaque jour. Le verre était rempli à ras-bord, de sorte que chaque homme soit sûr d'obtenir la même quantité que les autres, le verre devant être vidé sans en renverser une goutte. Mannerheim a perpétué cette tradition. Cependant, insatisfait de la qualité des spiritueux disponibles en Finlande, il demandait donc qu'un peu de genièvre et de vermouth français sec soient mélangés à son aquavit. Cette façon de boire l'alcool est connue en Finlande sous le nom de Marskin ryyppy (« le coup du maréchal »).
- Dans les années 1930, Mannerheim a été invité à assister à une chasse au tigre par le roi du Népal. Il a tué un tigre qui était un des plus grands jamais mesurés et qui avait auparavant tué deux hommes. Sa peau se trouve au musée Mannerheim à Helsinki.
- Durant le conflit, Mannerheim a voulu créer une décoration militaire particulière, la croix de Mannerheim, décernée aux simples soldats comme au maréchal lui-même. Seules 191 croix ont été décernées aux hommes les plus courageux.
- En raison de ses rhumatismes, il dormait sur un lit de camp militaire très simple.
- Avec sa femme et ses filles, il conversait le plus souvent en français.
- Son ex-femme et une de ses filles sont enterrées en France.
- Le 5 décembre 2004, Mannerheim a remporté la première place lors de l'émission TV  Suuret suomalaiset, destinée à désigner les plus grandes personnalités finlandaises de tous les temps[11].

## Œuvres
- Gustav Mannerheim, Resa genom Asien, Band I-II, Stockholm 1940
- Gustav Mannerheim, Minnen, Band I-II, Stockholm 1951-1952
- Les mémoires du Maréchal Mannerheim : 1882-1946 (traduit et adapté du suédois par Jean-Louis Perret, avec une préface du général Weygand), Librairie Hachette, coll. « Récits et souvenirs », Paris, 1952, 432 p., (BNF 32414256) avec l'aide du Général Erik Heinrichs
- Gustav Mannerheim, "Across Asia from West to East in 1906-1908", Otava Publishing, oct. 2008, in English, 821p.
- Les Cahiers d'Histoire du nationalisme ont publié en février 2015 un numéro consacré à Carl Gustaf Mannerheim.

### En français
- Jean-Paul Besse, Mannerheim, le fondateur, Versailles, Via Romana, 2024.

### En langue étrangère
- (fi) Sotasankarit, Revontuli, Jyväskylä, 2000 (ISBN 952-5170-11-X)
- (en) Everyman's Encyclopedia volume 8, J. M. Dent & Sons Ltd, 1978 (ISBN 0-460-04020-0)
- (fi) Sodan marsalkka – rauhan presidentti, Helsinki, Otava, 1995 (ISBN 951-1-13756-5)
- (fi) Stig Jägerskiöld, Talvisodan ylipäällikkö : sotamarsalkka Gustaf Mannerheim 1939–1941, Otava, 1976 (ISBN 951-1-02467-1)
- (fi) Stig Jägerskiöld, Mannerheim 1867–1941, Otava, 1983 (ISBN 951-1-07369-9)
- (fi) Harri Korpisaari, Itsenäisen Suomen puolesta – Sotilaskomitea 1915–1918, SKS, 2009 (ISBN 978-952-222-144-5)
- (fi) Kuka teki mitä, Suuri Suomalainen Kirjakerho, 1986 (ISBN 951-643-251-4)
- (fi) C. G. E. Mannerheim, Sakari Virkkunen, Suomen marsalkan muistelmat, Suuri suomalainen kirjakerho, 1995 (ISBN 951-643-469-X)
- (fi) Kari J. Sillanpää, Harri Westermarck (ed.), Mannerheim – sotilas ja ihminen, Yliopistopaino, 1992 (ISBN 951-570-129-5)
- (fi) Risto Niku, Ministeri Ritavuoren murha, Edita, 2004 (ISBN 951-37-4146-X), p. 64–65
- (fi) Veijo Meri, C. G. Mannerheim, Suomen marsalkka, Helsinki, WSOY, 1988, 468 p. (ISBN 951-0-15225-0)
- (fi) Pertti Rajala, Suomalaisia presidenttejä, Kehitysvammaliitto ry, 2004 (ISBN 951-580-375-6)
- (fi) Aapo Roselius, Teloittajien jäljillä, Tammi, 2006 (ISBN 951-31-3841-0)
- (fi) J. E. O. Screen, Mannerheim, Otava, 2001 (ISBN 951-1-17036-8)
- (fi) Aleksei Skvarov, Kenraaliluutnantti Mannerheim, syntynyt tsaarin palvelukseen, Teos, 2010 (ISBN 978-951-851-293-9)
- (fi) Timo Vihavainen (ed.), Mannerheim : keisarillisen Venäjän armeijan upseeri, itsenäisen Suomen marsalkka, Helsinki, Pietari-säätiö, 2005 (ISBN 951-97072-2-0), p. 30
- (fi) Leonid Vlasov, Mannerheim – tsaarin kenraali 1914–1917, Gummerus, 1996 (ISBN 951-20-4688-1)
- (fi) Anni Voipio, Suomen Marsalkka, Porvoo, WSOY, 1943
- (fi) Juha Bäckman, Jarno Koivumäki et Nikolai Marschan, Mannerheimin adjutanttina : O. R. Bäckman muistelee, Helsinki, Suomalaisen Kirjallisuuden Seura, 2011 (ISBN 978-952-222-296-1)
- (fi) Herman Lindqvist, Mannerheim. Mies naamion takana., Helsinki, WSOY, 2019 (ISBN 978-951-0-42709-5)
- (fi) J. O. Hannula, Mannerheim – vapaussodan ylipäällikkö, Sanatar,, 1937